# Aglaia Pezzato
Aglaia Pezzato (Castelfranco Veneto, 22 aprile 1994) è un'ex nuotatrice italiana.

## Carriera
Nel 2014 partecipa ai Campionati mondiali di nuoto in vasca corta, arrivando terza nella 4 × 100 m stile libero. Nel 2015 ai Campionati europei di nuoto in vasca corta vince l'oro nella 4 × 50 m stile libero. Nel 2016 partecipa alle Giochi olimpici di Rio con la staffetta staffetta 4 × 100 metri femminile con cui si classifica sesta.
Nel 2016 diventa atleta del Centro Sportivo Esercito.
Partecipa anche a 3 edizioni consecutive delle Universiadi e nell'ottobre del 2018 si laurea in Scienze Politiche e Relazioni Internazionali all'Università di Padova.
Ritiratasi nel 2022, ha successivamente intrapreso la carriera giornalistica: ai Giochi olimpici di Parigi 2024 è inviata di Eurosport alle gare di nuoto.

## Palmarès

### Competizioni internazionali
| Anno | Manifestazione          | Sede    | Evento             | Risultato | Prestazione | Note  |
| ---- | ----------------------- | ------- | ------------------ | --------- | ----------- | ----- |
| 2014 | Mondiali in vasca corta | Doha    | 4 × 100 m sl       | Bronzo    | 3'29"48     |       |
| 2015 | Europei in vasca corta  | Netanya | 4 × 50 m sl        | Oro       | 1'36"05     |       |
| 2016 | Europei                 | Londra  | 4 × 100 m sl       | Argento   | 3'37"68     |       |
| 2016 | Europei                 | Londra  | 4 × 100 m sl mista | Argento   | 3'24"55     | [ 2 ] |
| 2016 | Mondiali in vasca corta | Windsor | 4 × 50 m sl        | Bronzo    | 1'35"61     |       |
| 2016 | Mondiali in vasca corta | Windsor | 4 × 100 m sl       | Argento   | 3'30"28     |       |
| 2017 | Universiadi             | Taipei  | 4 × 100 m misti    | Bronzo    | 4'02"40     |       |
| 2019 | Universiadi             | Napoli  | 4 × 100 m sl       | Bronzo    | 3'41"84     |       |